# علم الآثار والأنثروبولوجيا والتواصل بين النجوم
علم الآثار والأنثروبولوجيا والتواصل بين النجوم هي مجموعة مقالات تم تحريرها عام 2014 بواسطة دوغلاس فاكوتش ونشرتها وكالة ناسا. يركز الكتاب على الدور الذي تلعبه العلوم الإنسانية والاجتماعية، ولا سيما الأنثروبولوجيا وعلم الآثار في البحث عن ذكاء خارج كوكب الأرض (بالإنجليزية: البحث عن ذكاء خارج الأرض-SETI)‏. تم تجميع المقالات السبعة عشر في أربعة أقسام، والتي تستكشف على التوالي تاريخ SETI كمجال؛ مقارنات أثرية للتواصل بين الإنسان والكائن الفضائي، مثلاً صعوبات ترجمة اللغات القديمة؛ الفجوة الاستنتاجية بين البشر والكائنات الفضائية، وعواقب ذلك على الاتصالات والتجارة ؛ والطبيعة المحتملة للذكاء الفضائي.
كان من المقرر في الأصل نشره في يونيو 2014، تم إصدار ملف بصيغة المستندات المنقولة لعلم الآثار والأنثروبولوجيا والتواصل بين النجوم بطريق الخطأ قبل شهر من التاريخ المحدد وراجعته جزمودو. الاستجابة الإيجابية للمراجعةألهمت وكالة ناسا لتقديم إصدارها ككتاب إلكتروني، وإتاحته على موقع الويب الخاص بهم اعتبارًا من شهر مايو من ذلك العام.
حصل الكتاب على تغطية إعلامية واسعة النطاق عند إصداره. بالإضافة إلى تلقي مراجعات إيجابية بشكل عام، فقد كان في قلب الجدل بشأن سوء تفسير إحدى مقالاته. هناك اقتباس عن المنحوتات الحجرية الأرضية القديمة، حيث تنص على أنها "ربما تكون قد صنعتها كائنات فضائية"  على الرغم من كل ما فهمه علماء الأنثروبولوجيا المعاصرون، وقد فهمها الاعلام بشكل خاطئ مثل البليز و هافينغتون بوست و أرتنيت.

## ملخص
تاريخيًا، يندرج البحث في الذكاء خارج الأرض ضمن العلوم الطبيعية وركز في المقام الأول على العقبات التكنولوجية أمام الاتصال الفضائي، مثل معالجة البيانات المشفرة في الإشارات التي يمكن تلقيها من حضارات خارج كوكب الأرض. تمت كتابة علم الآثار والأنثروبولوجيا والتواصل بين النجوم كجزء من توسيع المجال ليشمل العلوم الإنسانية والاجتماعية، مع التركيز على الدور الذي يلعبه علماء الآثار والأنثروبولوجيا في أبحاث الذكاء خارج كوكب الأرض. يرى المحرر دوجلاس فاكوتش أن مشاكل دراسة المجتمعات القديمة على الأرض قابلة للتطبيق على تلك المتعلقة بدراسة المجتمعات المحتملة خارج الأرض.
علم الآثار والأنثروبولوجيا والتواصل بين النجوم عبارة عن مجموعة من المقالات التي تستكشف هذه الأدوار، مع التركيز على المنظورين التاريخي والحديث. يتكون الكتاب من سبعة عشر مقالاً، مع مقدمة وخاتمة بقلم فاكوتش وخمسة عشر فصلاً للباحثين في المجالات ذات الصلة ؛  من بين المؤلفين المساهمين جون ترافجان وألبرت هاريسون وبن فيني وستيفن جيه ديك وجون بيلينجهام Dominique Lestel [الإنجليزية] . القضايا التي نوقشت في المقالات تشمل المتطلبات التطورية والثقافية للتواصل بين النجوم،  والتحديات التي تواجه السيميائية في فك رموز العلامات والرموز الغريبة،  وتعقيدات التواصل بين الثقافات مع الكائنات الفضائية عن طريق القياس على تجارب الاتصال الأولى الأنثروبولوجية.

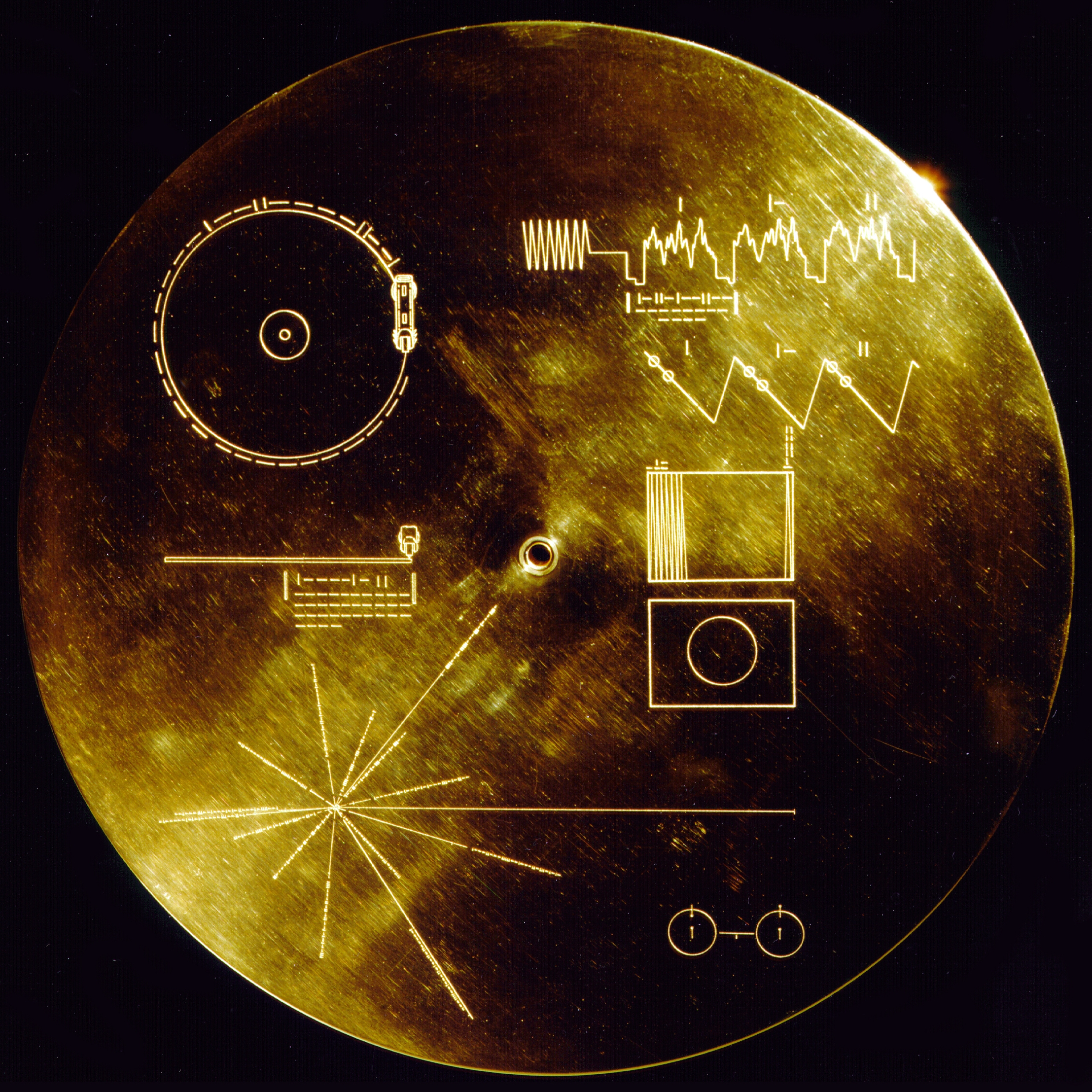
سجل فوييجر الذهبي ، وهو سجل فونوغراف تم إرساله على مركبة فوييجر الفضائية

### مقالات
ينقسم علم الآثار والأنثروبولوجيا والتواصل بين النجوم إلى أربعة أقسام، لكل منها عدة مقالات. "وجهات نظر تاريخية حول SETI" هو تأريخ لبرنامج SETI ( البحث عن ذكاء خارج كوكب الأرض ) التابع لناسا، والذي استمر طوال معظم أواخر القرن العشرين قبل أن يتم انهائه بسبب نقص التمويل، وتمثيل العلوم الإنسانية والاجتماعية. تُقيم "نظائرها الأثرية" مقارنات بين علم الآثار على الأرض، حيث يحتاج علماء الآثار في كثير من الأحيان إلى البحث في المجتمعات التي ليس لديهم سوى القليل من الفهم أو السياق المشترك معها، والتواصل مع كائنات فضائية. تدرس "الأنثروبولوجيا والثقافة والاتصال" دور الأنثروبولوجيا في دراسة الثقافات والمجتمعات الغريبة، مثل الافتراضات والتحديات التي ينطوي عليها التواصل والتواصل بين الثقافات. يتناول "تطور الكائنات الفضائية وتجسيدها" موضوعات مثل المظهر والتنوع وتصميم رسالة ذكاء الفضائيين.

#### "وجهات نظر تاريخية حول SETI"
تُلخص المقالات في هذا القسم تاريخ SETI في وكالة ناسا ، والظروف التي أدت إلى قيام الحكومة بقطع التمويل العام لـ SETI ، والدور الذي لعبته العلوم الاجتماعية تاريخيًا في البحث. المقال الأول في هذا القسم، "SETI: سنوات ناسا"، هو ملخص لمشاركة ناسا مع SETI بواسطة جون بيلينجهام، الذي شارك في المشروع منذ نشأته في عام 1969 حتى إغلاقه في عام 1995. يناقش أصول الستينيات من البحث عن حياة غريبة في الكون، ونضال المشروع لتلقي الاحترام الشعبي والتمويل الحكومي، ووقفه النهائي في الوكالة بسبب تخفيضات التمويل، وبعد ذلك تم استيعابها من قبل معهد SETI الممول من القطاع الخاص.
يحلل كتاب "التاريخ السياسي لبرنامج SETI التابع لناسا" لستيفن ج. جاربر الظروف التي أدت إلى انتهاء التمويل العام للبرنامج. كان برنامج SETI التابع لناسا صغيرًا ويوفر عددًا قليلاً من الوظائف التي تجعل قطعه معقدًا سياسيًا ؛ كما أن الشكوك المنتشرة حول وجود حياة فضائية ذكية جعلت المشروع مثيرًا للجدل بطبيعته. عانى تمويل ناسا أيضًا خلال التسعينيات بسبب المشكلات التي تم الإعلان عنها مع تلسكوب هابل الفضائي، مما أضعف قدرته على الدفاع عن برنامج هامشي مثل SETI. يناقش كتاب "دور الأنثروبولوجيا في SETI: نظرة تاريخية" بقلم ستيفن جيه ديك تاريخ SETI والأنثروبولوجيا وتقاطعها. بدأ تمثيل العلوم الاجتماعية في أبحاث SETI خلال الأيام الأولى لهذا المجال في الستينيات والسبعينيات من القرن الماضي، لكنه كان، وفقًا للمقال، رمزيًا في كثير من الأحيان؛ يتتبع ديك عملًا متعدد التخصصات مهمًا بدأ في الثمانينيات، مع التركيز بشكل خاص على نشر الهجرة بين النجوم والتجربة الإنسانية في عام 1986.

#### "نظائرها الأثرية"

لوحة بايونير ، رسم تخطيطي يمثل الحياة البشرية والمعرفة العلمية ، استضافت على متن بايونير 10 و 11

تتركز المقالات في هذا القسم على أهمية المقارنات الأثرية لمناقشة الصعوبات المتوقعة في التواصل بين البشر والأجانب. "حكاية نظيرتين" بن فيني وجيري بنتلي تعتمد على دراسات فيني لثقافة المايا. يجرون مقارنات بين العملية المطولة لترجمة أعمال المايا وصعوبة ترجمة عمل غريب، ويلقون بظلال من الشك على آراء بعض علماء الرياضيات وعلماء الطبيعة بأن حضارة خارج كوكب الأرض ستتواصل مع الإنسانية فقط من خلال "اللغة العالمية" للرياضيات و علوم. يحلل المقال الثاني، "ما وراء الخطي ب" بقلم ريتشارد سانت جيليه، الاتصال الفضائي المحتمل من خلال عدسة سيميائية، ويعلق على القضايا التي ينطوي عليها تفسير علامات ورموز ثقافة مختلفة اختلافًا جذريًا. ويشير إلى أن المشكلات التي تواجهها التحديات السيميائية مثل فك شفرة لغة بشرية غير معروفة قد تكون أكبر بالنسبة للغة أجنبية. على سبيل المثال، يصف كيف أن جميع أنظمة الكتابة المعروفة للغات البشرية هي إما أبجدية أو مقطعية أو إيديوغرافية، ويمكن لعلماء الأنثروبولوجيا تقدير نوع نظام غير معروف من خلال عدد أحرفه، والذي قد لا يكون افتراضًا مشتركًا لكائن خارج الأرض نظام الكتابة.
يركز "تعلم القراءة" على الترجمة الفضائية الافتراضية للرسائل بين النجوم التي تنقلها البشرية. وتعتبر مؤلفة الكتاب كاثرين إي. دينينج أن مهمة كتابة رسائل أجنبية قابلة للترجمة "ليست تافهة ولا مستحيلة"، معتبرة أنها مهمة صعبة ولكنها مهمة تستحق الدراسة؛ تناقش الحاجة إلى دراسة متعددة التخصصات لإنتاج مثل هذه الرسائل، مع عمل مهم من مجالات مثل التشفير والأنثروبولوجيا. كما تناقش أيضًا وجهات النظر المستقطبة للعلوم الطبيعية والاجتماعية حول قضية الترجمة الفضائية، حيث يميل علماء الطبيعة إلى تبني وجهات نظر أكثر تفاؤلاً بكثير عن سهولة الترجمة مقارنة بعلماء الاجتماع. يصف كتاب "استنتاج الذكاء" لـ Paul K. Wason صعوبة فهم عمل ثقافات ما قبل التاريخ ويقارن هذه الصعوبة بصعوبة فهم عمل الثقافات خارج كوكب الأرض. وهو يشير إلى الجدل المتعلق بمعنى فن الكهوف من العصر الحجري القديم، فضلاً عن الحداثة النسبية لتحديد الأدوات الحجرية باعتبارها عمليات الإنتاج المتعمدة للكائنات الذكية.

#### "الأنثروبولوجيا والثقافة والاتصال"
جون دبليو ترافاغان لديه مقالتان في هذا القسم، "الأنثروبولوجيا عن بعد" و "الثقافة والتواصل مع الذكاء خارج كوكب الأرض". في الأول، يقارن بين ممارسة "الأنثروبولوجيا عن بعد" لعلماء الأنثروبولوجيا في أوائل القرن التاسع عشر، الذين غالبًا ما كانوا يفتقرون إلى الموارد اللازمة لأداء العمل الميداني مع المجتمعات التي درسوها، وممارسة SETI في مناقشة ودراسة الكائنات الفضائية غير المترابطة. يركز هذا الأخير على مفهوم "اللغات العالمية" الافتراضية، مثل الموسيقى أو الرياضيات، والاختلافات التي قد تكون لدى البشر والثقافات الأجنبية في تفسيرهم لهذه اللغات.
يعتبر كتاب "اعتبارات الاتصال" لدوغلاس رايبيك التفاعل بين الإنسان والكائن الفضائي من خلال المقارنة بالتفاعلات الاستعمارية الأرضية. يقدم أمثلة محددة للاتصال الأوروبي مع ثقافات الأزتك واليابانية والصينية والإيروكوا والماوري، حيث كانت الثقافات الخمس معقدة سياسياً وتكنولوجياً في وقت الاتصال الأوروبي الأول. يناقش الأهمية المحتملة للتجارة بالنسبة للتفاعلات بين البشر والأجانب، سواء بالنسبة للسلع والخدمات المتبادلة في التجارة بين الثقافات البشرية، ولكن من المحتمل أيضًا أن تكون لأشياء مثل الموسيقى التي قد لا توجد في ثقافة غريبة. في "الحديث عن الأرض"، يناقش ألبرت أ. هاريسون التطور وطول العمر والعواقب المحتملة لإسقاط الرسائل بين النجوم. إنه يتخذ موقفًا متفائلًا من كرم الحضارات خارج كوكب الأرض، مشيرًا إلى أبحاثه الأنثروبولوجية التي تظهر أن المجتمعات التي تعيش لفترات طويلة تميل إلى أن تكون أكثر سلمًا وأقل عدوانية. يدعم Harrison سيتي النشيط، وهي عملية نقل الرسائل بنشاط من الأرض إلى المجتمعات بين النجوم المحتملة، ويناقش المحاولات المخططة والفعلية في ذلك.

#### "تطور الكائنات الفضائية وتجسيدها"

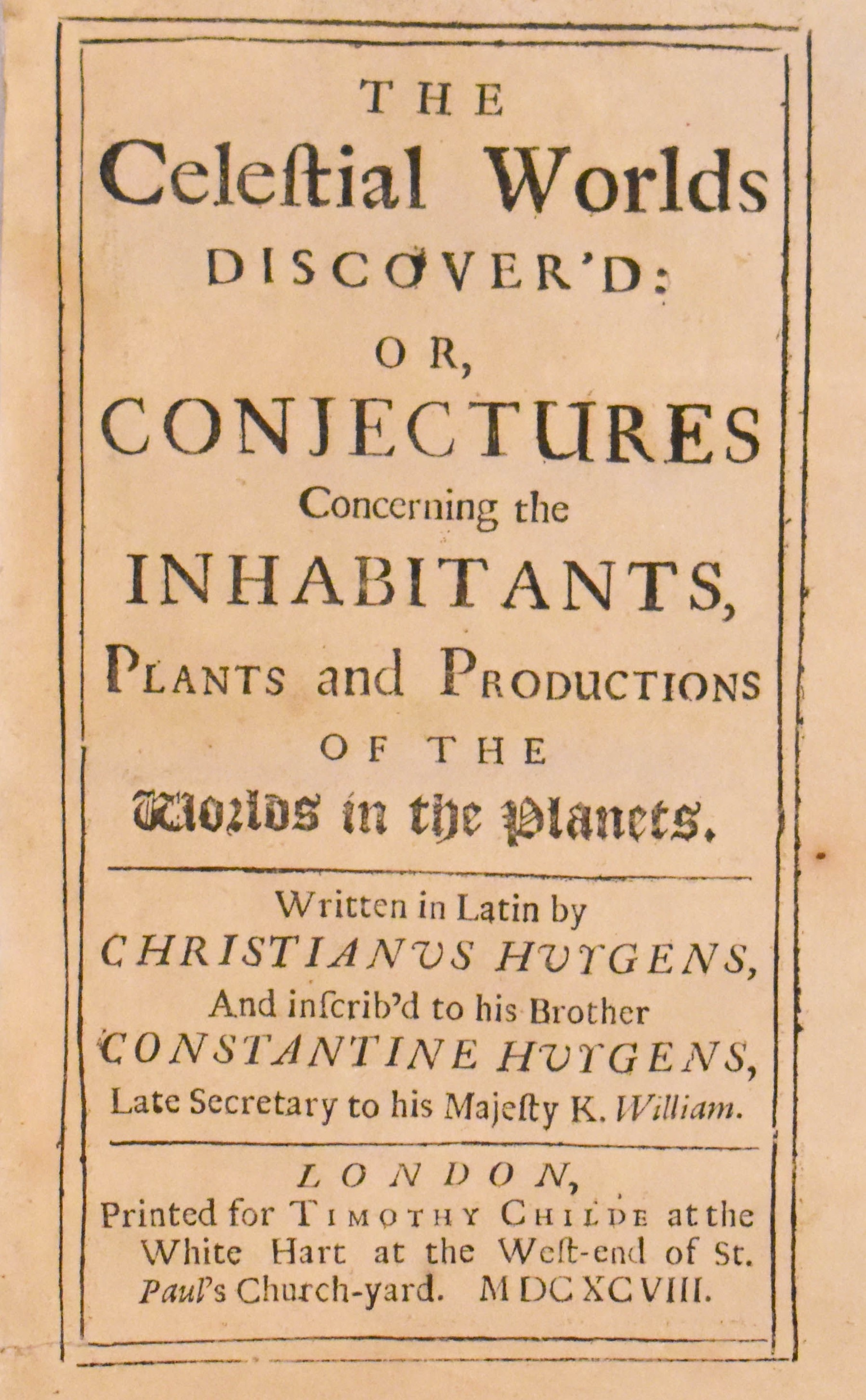
صفحة العنوان لـ The Celestial Worlds Discover'd (Christiaan Huygens ، 1698) ، أحد موضوعات "تطور كائنات خارج الأرض" لفاكوش

يركز فصل فاكوتش، "تطور كائنات خارج الأرض"، على فرضيات لما سيبدو عليه ذكاء فضائي، مثل ما إذا كان شبيهًا بشريًا أو غير بشري. يناقش كيف أنه في وقت مبكر من اكتشاف العوالم السماوية، الذي نشره كريستيان هيغنز في عام 1698 وأحد الأعمال الأولى التي تناولت حياة كائنات خارج كوكب الأرض، أثيرت إمكانية أن يكون للكائنات الفضائية خطط جسدية مماثلة للبشر (مثل المشي) مستقيمة) ولكن تبدو مختلفة جذريًا داخل هذه الحدود. يتم تلخيص كلتا الحجتين المؤيدين للتطور المتقارب إلى شكل وظيفي يشبه الإنسان والتطور المتباين إلى شكل غير إنساني جذريًا.
كتاب "المتطلبات الحيوية الثقافية لتنمية الاتصال بين النجوم" بقلم غاري تشيك يناقش معادلة دريك، وهي وسيلة لتقدير عدد الحضارات خارج كوكب الأرض في مجرة درب التبانة القادرة على التواصل مع البشر. بالإشارة إلى تصريحات شخصيات مثل المؤلف Michael Crichton بأن المعلمات في معادلة Drake غير معروفة، وأن هذا يلقي بظلال من الشك على صحة SETI، يهدف Chick إلى تضييق نطاق التقديرات الممكنة لهذه المعلمات. في "علم الأخلاق، وعلم الأعراق، والتواصل مع ذكاء خارج الأرض"، يعتبر ليستل التعريف الفلسفي لـ "الاتصال" في سياق الاتصال بين الإنسان والأجنبي. وهو يرى أن الاتصال بين المجتمعات الأرضية وخارج الأرض سيكون له سمات كل من علم الأعراق البشرية، ودراسة الثقافات البشرية الأخرى، وعلم السلوك، ودراسة سلوك الحيوان. في المقال الأخير للكتاب، "القيود على بناء الرسائل للتواصل مع الذكاء خارج كوكب الأرض"، يلخص ويليام هـ. إدموندسون مسألة تصميم الرسائل لكي تفهمها المجتمعات خارج كوكب الأرض. ويلاحظ الافتراضات التي ينطوي عليها بناء الرسائل بين النجوم، مثل أن الفضائيين سيكون لديهم حواس وأن جوانب الوظيفة المعرفية (مثل السلوك المتعمد ) ستتم مشاركتها بين جميع الكائنات الذكية.

## تاريخ النشر
فاكوتش أستاذ فخري لعلم النفس الإكلينيكي في معهد كاليفورنيا للدراسات المتكاملة  ووصفه بأنه سيميائي خارجي  تشمل اهتماماته البحثية علم النفس، والدين المقارن، وفلسفة العلوم. وهو مدير تكوين الرسائل بين النجوم في معهد SETI. في مقابلة عام 2002 مع Dennis Overbye لجريدة نيويورك تايمز، ناقش نقده لتركيز العلوم الطبيعية في أبحاث SETI وعمله لعرض الموضوع من خلال عدسة تركز على العلوم الإنسانية ، بما في ذلك مقارنة التواصل بين النجوم بالتفاعلات بين الثقافات. بين المجتمعات الأرضية. كان أحد أهداف فاكوتش في تجميع وتحرير علم الآثار والأنثروبولوجيا والتواصل بين النجوم هو تسليط الضوء على وجهات نظر أقل تفاؤلاً بشأن الاتصالات بين النجوم من هذه المجالات ، ومعالجة المخاوف بشأن الفجوات الاستنتاجية الكبيرة التي أهملتها العلوم الفيزيائية.
تعتزم وكالة ناسا نشر علم الآثار والأنثروبولوجيا والتواصل بين النجوم في شكل كتاب مطبوع وكتاب إلكتروني في 10 يونيو 2014. في 21 مايو ، تم نشر ملف صيغة المستندات المنقولة للكتاب عن طريق الخطأ على موقع ناسا والتقطته جزمودو تمت إزالة ملف PDF سريعًا بعد أن نشرت Gizmodo مراجعة، بهدف إعادة إصدارها في التاريخ المحدد أصلاً، لكن الطلب على النسخ كان مرتفعًا للغاية بحيث تم تسريع النشر ؛ تم إطلاق إصدارات MOBI و EPUB وPDF رسميًا في 22 مايو وأصبحت متاحة مجانًا على الإنترنت. نُشرت طبعة ذات غلاف ورقي في سبتمبر 2014  ونُشرت طبعة بغلاف مقوى في ديسمبر. تم نشر المجموعة من قبل مكتب برنامج التاريخ التابع لناسا ، وهو جزء من قسم التوعية العامة في مكتب الاتصالات التابع لها ، تحت بصمة سلسلة تاريخ ناسا.

## الأثر الثقافي والاستقبال
وصفت جيزمودو علم الآثار والأنثروبولوجيا والتواصل بين النجوم بأنها "أشياء رائعة حقًا" تمكنت من أن تكون معقدة ويمكن الوصول إليها. بدأت المراجعة باقتباس خارج السياق من مقال ويليام إدموندسون حول كيف أن المنحوتات الحجرية الغامضة "ربما تكون من صنع الأجانب"  كاستعارة للصعوبات في البحث عن المجتمعات القديمة المفقودة منذ زمن طويل. على الرغم من أنه استمر في الإشارة إلى أنه لا ينبغي تفسير هذا على أنه بيان حرفي ، فقد تم اختيار الاقتباس من قبل منشورات مثل Artnet و TheBlaze  هافينغتون بوست كعنوان للنقر . أشارت بعض هذه المقالات إلى أن البيان لم يكن ممثلاً لمحتوى المقال ؛  أخذها آخرون في ظاهرها. شجب محلل الفضاء جيف فوست هذه الظاهرة في مراجعته ، لكنه أشار إلى دورها في تسليط الضوء على مدى صعوبة التواصل بين البشر من ثقافات مماثلة.
عند الإصدار الرسمي للكتاب ، تلقى في الغالب مراجعات إيجابية. وجدت إميلي جيرتز ، التي تكتب لـ Popular Science، أنها "منعشة" وقارنت القضايا التي أثارتها بتلك التي استكشفتها أعمال الخيال العلمي مثل The Sparrow، وهي رواية عن كاهن يسوعي يتواصل مع حضارة غريبة. أشاد مايكل فرانكو من CNET بشمولها،  ووصفه جولين كريتون ، المؤسس المشارك لموقع أخبار العلوم من كواركس إلى كوازار، بأنه "نص رائع للحفظ ليوم ممطر". في كتابه لصحيفة The Daily Dot ، علق آجا رومانو على أن الكتاب جاء من وجهة نظر متفائلة تمامًا حول وجود ذكاء خارج كوكب الأرض وإحسانه ، لكنه قدم تحقيقًا شاملاً في SETI وكان لديه فهم قوي للموضوع الذي حقق فيه. قام مارك أندرسون، رئيس لجنة الوثائق البارزة للمائدة المستديرة للوثائق الحكومية برابطة المكتبات الأمريكية وأمين مكتبة في جامعة شمال كولورادو، بمراجعة علم الآثار والأنثروبولوجيا والتواصل بين النجوم لمجلة Library Journal جنبًا إلى جنب مع الكتب الأخرى التي نشرتها مكاتب حكومة الولايات المتحدة . وسلط الضوء على عمق دراسة الكتاب ومع ذلك يمكن الوصول إلى كتابته.
في يونيو 2014 ، بعد أسابيع من الإصدار الرسمي للكتاب ، أجرى جوشوا روثمان مقابلة مع فاكوتش لصحيفة نيويوركر حول صراعات التواصل خارج كوكب الأرض. شرح فاكوتش الغرض من الكتاب ، وناقش الدور المتكامل الذي يلعبه علماء الآثار والأنثروبولوجيا في البحث خارج كوكب الأرض. وأشار إلى الاستنتاجات التي توصل إليها كتاب المقالات ، مثل مناقشة ليستل للآثار المترتبة على عدم القدرة على فهم أو فك تشفير الرسائل الفضائية المحتملة. وصف فاكوتش منظور العلوم الإنسانية للتواصل خارج كوكب الأرض بأنه "شكوك وحاسم" بشكل متزايد ، ولكنه "نقد يتدخل ، على عكس النقد الذي يرفضه". وأشار إلى أنه على الرغم من أن سد فجوة الاتصال مع حضارة خارج كوكب الأرض سيكون أمرًا صعبًا ، إلا أن الاكتشاف السريع للكواكب الخارجية في العقود الماضية زاد من احتمال تحديد ذكاء خارج كوكب الأرض ، مما يجعل القضية أكثر أهمية.

## روابط خارجية
- يتوفر ملف PDF للتنزيل المجاني من خلال وكالة ناسا